# بوجراج جوشي
بوجراج جوشي هو سياسي نيبالي ينتمي إلى الحزب الشيوعي النيبالي (الماركسي اللينيني الموحد). تم انتخابه لعضوية براتينيدها سابها في انتخابات 1994. في عام 1997 عين وزيرا للتعليم في حكومة لوكيندرا باهادور تشاند. في عام 2005 تم اعتقاله خلال احتجاجات مؤيدة للديمقراطية.